# Vesna Parun
Vesna Parun (Zlarino, 10 aprile 1922 – Stubičke Toplice, 25 ottobre 2010) è stata una poetessa croata.

## Biografia
Dopo gli studi primari e secondari a Zlarino, Sebenico e Spalato, Vesna Parun ha frequentato i corsi di Lingue Romanze e Filosofia presso la facoltà di Scienze Umane e Sociali dell'Università di Zagabria.
Dal 1947 in avanti ha lavorato come artista indipendente in ambito letterario scrivendo poesie, saggi, critiche e letteratura per l'infanzia.
Ha operato anche traduttrice di opere letterarie dallo sloveno, tedesco, francese e bulgaro al croato.
Ancora nel 1947, ha pubblicato il suo primo libro di poesie Albe e Tempeste dove i suoi versi contrappongono la sua iniziale vitalità giovanile e l'amore per la natura alla morte e alla brutalità della guerra recente.
Per questo libro ha subito delle recensioni piuttosto negative dai critici letterari che hanno definito il suo lavoro apolitico e decadente, forse
perché l'artista non ha voluto uniformarsi alle visioni socialiste iugoslave del dopoguerra.
Ad iniziare dalla sua raccolta di poesie L'Albero dalle olive nere del 1955, l'amore è stato il tema principale di ogni sua successiva opera scritta.
Ha lavorato incessantemente sulla poesia romantica e dagli anni '60 in poi ha pubblicato dei versi satirici contro la politica e contenuti erotici.
Ha anche scritto alcune opere teatrali, tra le quali Marija i mornar del 1960.
È stata autrice di oltre 20 opere destinate ai bambini tra le quali quella del 1968 di maggior successo è titolata Mačak Džingiskan i Miki Trasi.
Vesna Parun è stata la prima donna in Croazia che è riuscita a mantenersi soltanto con i proventi della sua attività di scrittrice.
Ha anche illustrato, stampato e pubblicato in proprio molti dei suoi libri e nel corso della sua lunga carriera letteraria ha ricevuto numerosi premi e riconoscimenti nazionali.

## Opere
Selezione delle opere più significative:
- Vidrama vjerna (1957)
- Patka Zlatka (1957)
- Ti i nikad (1959)
- Konjanik (1961)
- Otvorena vrata (1968)
- Ukleti dažd (1969)
- Stid me je umrijeti (1974)
- Igre pred oluju (1979)
- Šum krila, šum vode (1981)
- Salto mortale (1981)
- Pokraj rijeke Kupe kad se vrapci skupe (1989)
- Nedovršeni mozaik (1990)
- Ptica vremena (1996)
- Smijeh od smrti jači (1997)
- Mozak u torbi (2001)
- More jadransko (2001)
- Noć za pakost: moj život u 40 vreća (2001)
- Da sam brod (2002)
- Suze putuju (2002)